# Улица Михаила Певцова
Улица Михаила Певцова — улица на юго-западе Москвы в районе Проспект Вернадского Западного административного округа между улицами Лобачевского и Удальцова.

## Происхождение названия
Проектируемый проезд № 6645 получил название улица Михаила Певцова в феврале 2018 года. Проезд назван в честь русского путешественника, генерал-майора, исследователя Средней и Центральной Азии Михаила Васильевича Певцова (1843—1902), члена Западно-Сибирского отдела Императорского русского географического общества.

## Описание
Улица начинается от улицы Лобачевского, проходит на восток и затем на северо восток, слева от неё отходят улица Воейкова и улица Семёнова-Тян-Шанского, заканчивается на улице Удальцова.